# Amaltheenton-Formation
- Humph.-Fm. = Humphriesioolith-Formation
- L.Bk-Fm = Liegende Bankkalk-Formation
- H.Bk-Fm = Hangende Bankkalk-Formation
- Zm-Fm = Zementmergel-Formation
- S.-Fm = Solnhofen-Formation
- Rö.-Fm = Rögling-Formation
- U.-Fm = Usseltal-Formation
- Mö.-Fm = Mörnshein-Formation
- N.-Fm = Neuburg-Formation
- R.-Fm = Rennertshofen-Formation

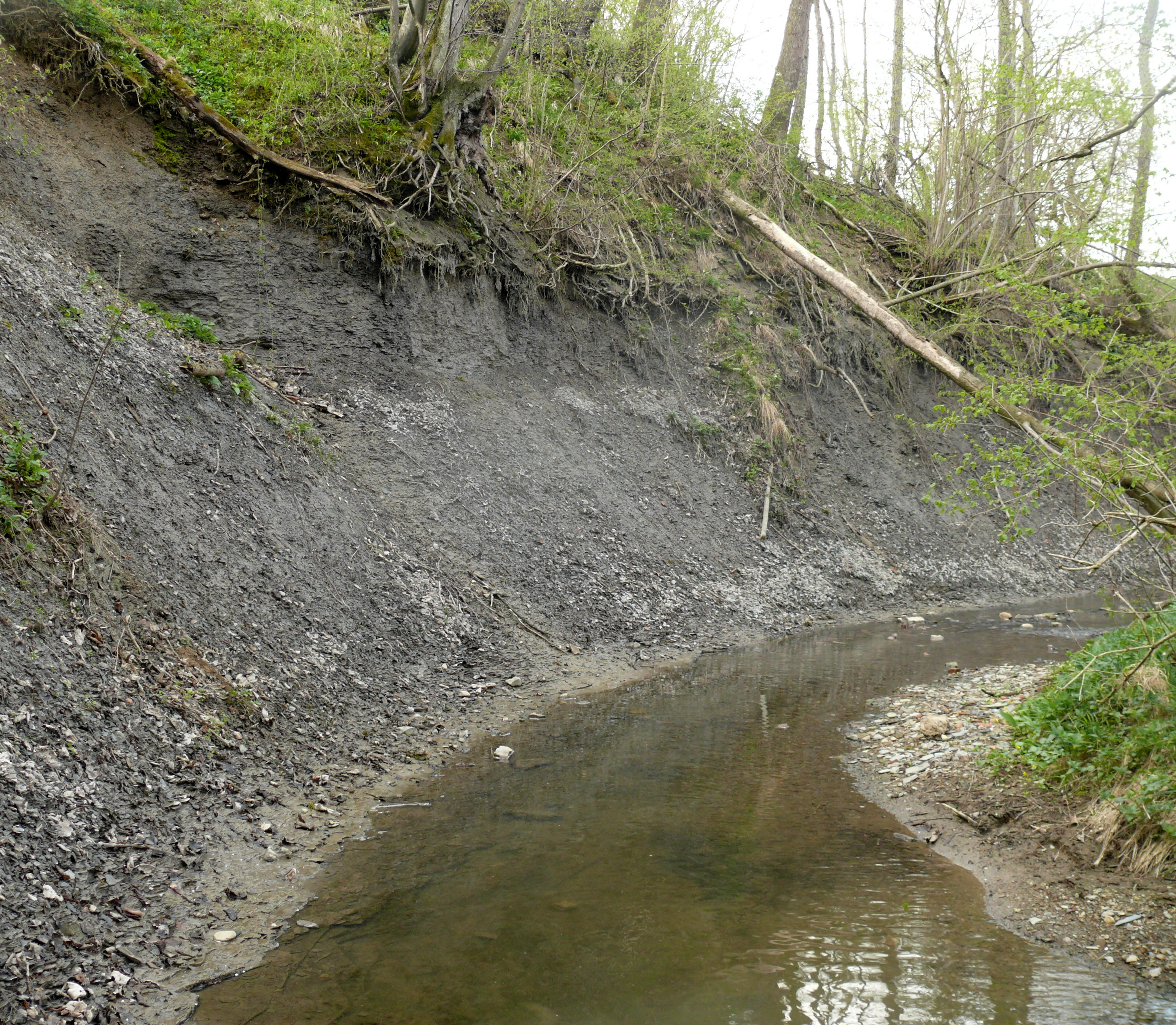
Amaltheenton, Bachriss des Pliensbach bei Zell unter Aichelberg

Die Amaltheenton-Formation ist eine lithostratigraphische Formation im Süddeutschen Juragebiet (Schwäbische Alb, Oberrheingraben, Alpenvorland, Fränkische Alb) und in Norddeutschland. Sie wird mit dem höheren Teil der internationalen chronostratigraphischen Stufe des Pliensbachium (Oberpliensbachium oder Domerium) korreliert. Die maximale Mächtigkeit in Süddeutschland beträgt > 68 m, in der Bohrung Reitbock-Leversen (Norddeutschland) 175 m. Die Amaltheenton-Formation wird von der Numismalismergel-Formation unterlagert und von der Posidonienschiefer-Formation überlagert.

## Geschichte
Der Begriff Amaltheenton geht auf Friedrich August Quenstedt zurück, der ihn im 1856/7 prägte. In der Quenstedtschen Gliederung des süddeutschen Jura wird der Amaltheenton bzw. die Amaltheenton-Formation dem Lias Delta zugerechnet.

## Definition
Die Amaltheenton-Formation besteht überwiegend aus pyritreichen, dunkel- bis schwarzgrauen siltigen Tonsteinen, Tonmergelsteinen mit Toneisensteinknollen, Pyrit- und Kalkkonkretionen. Im Süden des Verbreitungsgebietes und im Riesgebiet können auch feinsandige Tonsteine und Tonmergelsteine auftreten. Im Bereich der Schwäbischen Alb, auch Schwäbische Fazies genannt, kommt/kommen im oberen Teil der Formation eine oder mehrere hellgraue Kalksteinbänke vor, der sogenannte Costatenkalk; auch „Echinodermenschuttkalke“ treten auf. Die Kalksteinbänke sind bioturbat und gehen in manchen Gebieten lateral in Lagen mit Kalksteinknollen über.
Auf der Fränkischen Alb, die sogenannte Fränkische Fazies, sind überwiegend dunkle Tonsteine mit grauen Kalksteinknollen zu finden. Diese Kalknollen sind oft sideritisch und verwittern daher bräunlich. Ostbayern liegt bereits in der Nähe des früheren Beckenrandes. Hier enthält die Formation auch geringmächtige Lagen von Eisenoolithen.
In Norddeutschland herrschen dagegen schwarzgraue und kalkarme Tonsteine vor. Sie sind oft flaserig-feinsandig, die Häufigkeit der Flasern nimmt nach Nordosten hin zu. Regional, z. B. im Emsland, können auch bituminöse Sedimentgesteine vorkommen.
Nach Westen und Nordwesten geht sie in die Aalburg-Formation und die Ida-Formation über. In der Prignitz und im Havelland (Brandenburg) – nur durch Bohrungen nachgewiesen – geht die Amaltheenton-Formation nach Osten in die mehr sandige Komorowo-Formation über, die sich weiter nach Polen hinzieht. Nach Nordosten folgt die untere Sorthat-Formation unter der Ostsee und in Bornholm. In der Nordschweiz entspricht das Rickenbach Member der Staffelegg-Formation der Amaltheenton-Formation.

## Grenzen
Die Untergrenze wird mit dem Beginn der Tonstein über den Kalkmergelstein der Numismalismergel-Formation definiert, die vermutlich etwas heterochron ist. Die Obergrenze wird durch die Oberkante der sog. Costaten-Bank bzw. -bänke festgelegt. Auf der Fränkischen Alb ist die Obergrenze mit dem Einsetzen der bituminösen Fazies der Posidonienschiefer-Formation. Die Amaltheenton-Formation umfasst den größten Teil des Oberpliensbachium mit den Ammoniten-Zonen des Amaltheus margaritatus und des Pleuroceras spinatum.
Chronostratigraphisch setzt die Amaltheenton-Formation regional etwas unterschiedlich mit der Obergrenze der Davoei-Zone und innerhalb unterschiedlicher Niveaus der Stokesi- und der Subnodosus-Subzone der unteren Margaritatus-Zone ein. Im Verbreitungsgebiet haben die beiden Zonen jedoch eine unterschiedliche Mächtigkeit zueinander. In Südwestdeutschland ist die Margaritatus-Zone deutlich mächtiger als die relativ kondensierte, geringmächtige Spinatum-Zone. In der Fränkischen Alb ist dagegen die Spinatum-Zone deutlich mächtiger gegenüber der geringmächtigen Margaritatus-Zone. Die Schlüsselabkürzung des Landesamtes für Geologie, Rohstoffe und Bergbau (Baden-Württemberg) für die Amaltheenton-Formation in geologischen Karten ist pb2.

## Untergliederung
Die Amaltheenton-Formation wird in den eigentlichen Amaltheenton und die Costatenkalk-Subformation (2-3 m Mächtigkeit) am Top der Formation unterteilt.